# Дон Бакі
Альдо Капоні ((італ. Aldo Caponi), псевдонім Дон Бакі (італ. Don Backy); нар. 21 серпня 1939, Санта-Кроче-сулл'Арно) — італійський співак, кіноактор і пісняр.

## Життя та творчість

### Музична кар'єра
Працював на шкіряному заводі і одночасно співав в музичному ансамблі «Golden Boys». У 1960 році записав свою першу платівку на рекординговій компанії в Римі. У 1962 році переїхав до Турина, де продовжував співати і записувати музичні альбоми і пісні.
У 1962 році вступив до складу студії Адріано Челентано «Clan Celentano», де йому дали сценічне ім'я — Дон Бакі. Альбом Челентано «Azzurro» бу записаний у співпраці з Доном Бакі. Наприкінці 1960-х і початку 1970-х років з успіхом виступав на фестивалі в Сан-Ремо і конкурсі неаполітанської пісні. Дон Бакі записав понад 60-ти музичних альбомів і дисків.
У 1984 році Дон Бакі залишив естрадну кар'єру, виступав в мюзиклах, писав вірші і комікси, брав участь в популярних музичних телешоу.
Співачка Софія Ротару в 1972 році співпрацювала з Доном Бакі, виконавши український варіант його хіта 1960-х років: «L'immensità» («Нескінченність») — «Сизокрилий птах». Цей хіт виконувала і болгарська співачка Лілі Іванова під назвою «У безкрайності».
У 2019 році став гостем програми каналу Rai1 «Ora o mai più».

### Конфлікт з Адріано Челентано

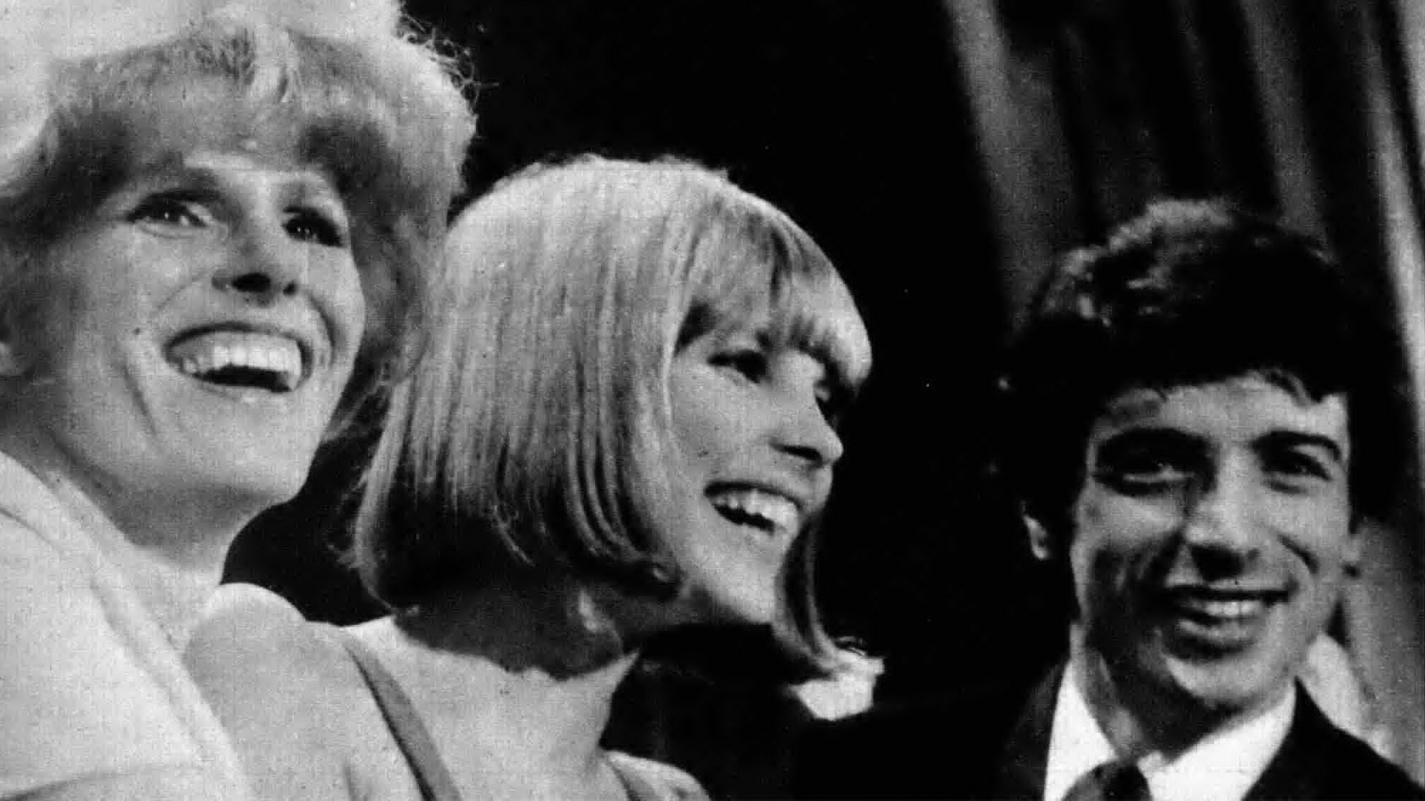
Орнелла Ваноні (ліворуч), Маріса Саннія і Дон Бакі на Фестивалі в Сан-Ремо 1968 року

У 1968 році в студії «Clan Celentano» («Клан Челентано») визначилися два явні лідери — це його голова (Адріано Челентано) і Дон Бакі, автор музики і поет зі здібностями. Після його появи в студії, а потім спільних робіт в кіно («Чернець з Монци» і «Суперпограбування в Мілані») — вони з Челентано стали близькими друзями. Внесок Бакі в формування «Клану» був вагомим, і багато ідей виходили саме від нього. Існувала думка, що двом яскравим особистостям — Бакі і Челентано неможливо буде довго співіснувати, і одному з лідерів доведеться піти. У підсумку — цією людиною став Дон Бакі, тому що не він організував фірму, а лише був прийнятий до її складу як молодий, перспективний співак. Адріано завжди намагався створити атмосферу братства серед учасників студії, але у зв'язку з тим що з часом в «Клані» стали обертатися великі суми грошей — фірма стала місцем з'ясування творчих амбіцій і зіткнення інтересів багатьох її учасників.
У 1968 році Дон Бакі написав дві пісні. Одна була призначена для участі Челентано в черговому Фестивалі в Сан-Ремо — це композиція «Canzone» («Пісня»), інша — «Casa Bianca» («Білий дім»). Обидві пісні з'явилися перед фестивалем і ще не були запатентовані на авторські права. Напередодні фестивалю співачка Орнелла Ваноні підписала контракт з другим автором пісні — Детто Маріано про виконання «Casa Bianca» в Сан-Ремо. Таким чином, на фестивалі мали опинитися відразу дві пісні одного автора, що суперечило його правилам того періоду. Дон Бакі був упевнений, що Орнеллі не вдасться акредитувати свою участь на фестивалі з композицією «Casa Bianca», але за збігом обставин вона все ж офіційно стала учасницею конкурсу і потім співала цю пісню на пару з Марісою Саннією. Несподівано виявилося, що авторство пісні віддано Еліо Ла Валле, якого Дон Бакі до цього ніколи не знав. Бакі виявив, що його підпис на документі було підроблено і пісня зареєстрована так, що він був лише автором слів, а не композитором. При таких умовах Орнелла Ваноні могла сміливо виступати на фестивалі з піснею «Casa Bianca», що, за словами Бакі, було прямим порушенням його авторських прав. За цією «подією», за версією Дона Бакі, стояли люди з «Клану Челентано».
До сьогодні невідомо про причетність Челентано до цієї події, у всіх учасників конфлікту свої версії. Напередодні фестивалю Дон Бакі подав в суд де звинуватив «Клан» в шахрайстві — це Челентано розцінив як зраду з боку друга і в своїй манері, вирішив «відповісти» позивачу. Спочатку Адріано думав відмовитися від участі в конкурсі з піснею Дона Бакі «Canzone», але потім все ж вийшов на сцену і розіграв «спектакль». Під час виступу Челентано почав співати не в тон, невчасно робити вступ, створювати вигляд, що забув слова. Слухачі виступу розуміли, що це робилося співаком навмисно. Незважаючи на гарне виконання композиції «Canzone», потім, співачкою Мільвою, вона з Адріано посіли лише третє місце. Пісня ж «Casa Bianca» з Орнеллою Ваноні посіла другу позицію. Наступного дня в газеті з'явилася публікація під відповідним заголовком: «Дон Бакі виграв конкурс, не беручи участь в ньому».
Дон Бакі демонстративно залишив студію «Клан Челентано», а незабаром за ним пішов і Детто Маріано. Еліо Ла Валле був прозваний в газетах «солом'яним опудалом» — ніхто не сумнівався в тому, що він ніякого відношення до пісні не має. У суді Дон Бакі просив Ла Валле наспівати хоча б мелодію, якщо він автор, але нічого не почув у відповідь. Залишивши «Клан», Бакі разом з Маріано організували свою музичну студію під назвою «Amico» («Друг»).
Згодом студія «Amico» випустила диск з обома піснями — учасницями фестивалю. Тираж платівок був високим. «Клан» звинуватив Дона в порушенні прав на поширення пісень без погодження. У відповідь Дон Бакі звинуватив Челентано в несплаті гонорару з авторських прав протягом семи років за пісні «Pregherò», «Sabato triste», «Sono un simpatico» й інші. Почалася друга судова справа, в результаті якої, Дон Бакі переміг за всіма пунктами. Свої авторські права за пісню «Casa Bianca», у Ла Валле, Дон Бакі відвоював лише в 1998 році. З 1968 року Дон і Адріано більше не розмовляли один з одним.

## Дискографія

### LP(33 оберти) іCD
- 1965 — L'amore (Clan Celentano ACC S LP 40005)
- 1968 — Casa bianca (Clan Celentano ACC LP 40009)
- 1968 — Le quattro stagioni di Don Backy (Amico DB LP 7001)
- 1970 — Le più belle canzoni di Don Backy (Amico ZSKF 55037)
- 1971 — Fantasia (CGD FGL-5085)
- 1973 — Io più te (RCA Italiana DPSL 10613)
- 1978 — Sognando (Ciliegia Bianca CBL 80001)
- 1979 — Vivendo cantando (Ciliegia Bianca CBM 8002)
- 1981 — Difetti e virtù (Ciliegia Bianca CBM 8003)
- 1984 — Spring, Summer, Autunm & Winter (Forever FE 32702)
- 1988 — Rock & Roll (Ciliegia Bianca 2NEM 47301)
- 1990 — Finalmente (New Enigma NEM 47734)
- 1992 — Sulla strada (Ciliegia Bianca CBM 8004)
- 1994 — Per amore per rabbia
- 1998 — Memorie di un Juke Box
- 2003 — Signori si nasce e io lo nacqui
- 2010 — Il mestiere delle canzoni (CD, Ciliegia Bianca)
- 2015 — A noi piacevano gli Everly Brothers (CD, Amico)

### LP(45 обертів)
- 1960 — Volo lontano/Solo con te (Manhattan — IT-9504)
- 1960 — Bill Haley rock/Non arrossire (Rainbow Records — 258/45 259/45)
- 1961 — Mi manchi tu/La storia di Frankie Ballan (Rainbow Records — 400/45 401/45)
- 1962 — La storia di Frankie Ballan/Fuggiasco (Clan Celentano, ACC 24003)
- 1962 — L'ombra nel sole/Tu piangevi (Clan Celentano, ACC 24007)
- 1963 — Amico/La carità/Dimmi cos'è (Clan Celentano, ACC 24011)
- 1963 — Ho rimasto/Sono solo (Clan Celentano, ACC 24013)
- 1964 — Io che giro il mondo/Mama che caldo (Clan Celentano, ACC 24018)
- 1964 — Cara/Succederà (Clan Celentano, ACC 24021)
- 1965 — L'amore/Una ragazza facile (Clan Celentano, ACC 24030)
- 1966 — Come Adriano/Serenata (Clan Celentano, ACC 24037)
- 1967 — L'immensità/Non piangere stasera (Clan Celentano, ACC 24047)
- 1967 — Non piangere stasera/Serenata (Clan Celentano, ACC 24048)
- 1967 — Poesia/Bum bum (Clan Celentano, ACC 24055)
- 1967 — E facimmoce 'a croce/Malinconia (Clan Celentano, ACC 24061)
- 1968 — Canzone/I got a woman (Clan Celentano, ACC 24070)
- 1968 — Casa bianca/Ma con chi (Clan Celentano, ACC 24071)
- 1968 — Canzone/Casabianca (Amico, DB-001)
- 1968 — Sogno/Samba (Amico, DB-002)
- 1969 — Un sorriso/Marzo (Amico, DB-003)
- 1969 — Frasi d'amore/L'arcobaleno (Amico, DB-004)
- 1969 — Ballata per un balente/Barbagia (Amico, DB-005)
- 1970 — Giugno/Agosto (Amico, DB-006)
- 1970 — Nostalgia/Cronaca (CGD, N-9795)
- 1971 — Bianchi cristalli sereni/La primavera (CGD, CGD-107)
- 1971 — Fantasia/La mia anima (CGD, CGD-121)
- 1972 — Folcacchio's story/Una rosa, una rosa, una rosa e una rosa (Rare, NP 77580)
- 1973 — Via Marconi 44/Sognando fumo (Love, 900102)
- 1973 — Io più te/Zoo (RCA Italiana, PM-3744)
- 1974 — Amore non amore/Immaginare (RCA Italiana, TPBO-1039)
- 1976 — Madre/Che strano (Atlantic, T-10732)
- 1978 — Tra i fiori nel vento/Sognando (Ciliegia Bianca, CB-001)
- 1979 — La banda Carcioffoli/Fine (Ciliegia Bianca, CB-82)
- 1979 — L'artista/L'amore è forte (Ciliegia Bianca, CB-83)
- 1981 — Importa niente/Viaggio (Ciliegia Bianca, CB-86)
- 1982 — Vola/Marco Polo (Ciliegia Bianca, CB-87)
- 1982 — Luna di Roma/Sole (Ciliegia Bianca, CB-88)
- 1983 — Luna di Roma/Regina (Ciliegia Bianca, CB-89)

## Фільмографія
- 1962 : Чернець з Монци, реж. Серджо Корбуччі
- 1963 : Якийсь дивний тип, реж. Лучіо Фульчі
- Cleopazza, di Carlo Moscovini (1964)
- 1964 : Суперпограбування в Мілані, реж. Адріано Челентано
- L'immensità, di Oscar De Fina (1967)
- I sette fratelli Cervi, di Gianni Puccini (1967)
- 1968 : Бандити в Мілані / (Banditi a Milano) — Сандро Джанантоніо
- Satyricon, di Gian Luigi Polidoro (1968)
- Quarta parete, di Adriano Bolzoni (1969) anche musiche
- Barbagia (La società del malessere), di Carlo Lizzani (1969) anche musiche
- Quella chiara notte d'ottobre, di Massimo Franciosa (1970)
- E venne il giorno dei limoni neri, di Camillo Bazzoni (1970)
- Il carcerato, (1971) Miniserie TV
- Un doppio a metà, di Gianfranco Piccioli (1972)
- Una cavalla tutta nuda, di Franco Rossetti (1972) anche musiche
- Le calde notti del Decameron, di Gian Paolo Callegari (1972)
- Quando le donne si chiamavano madonne, di Aldo Grimaldi (1972)
- Poppea... una prostituta al servizio dell'impero, di Alfonso Brescia (1972)
- Elena sì... ma di Troia, di Alfonso Brescia (1973)
- Cani arrabbiati, di Mario Bava (1974)
- Amori, letti e tradimenti, di Alfonso Brescia (1975)
- A forza di sberle, di Bruno Corbucci (1975)
- La tragedia di un uomo ridicolo, di Bernardo Bertolucci non accreditato (1981)
- Pane e tulipani, di Silvio Soldini (2000)
- Impotenti esistenziali, di Giuseppe Cirillo (2009)